# Assentamento de tipo urbano
Assentamento de tipo urbano (em russo посёлок городско́го ти́па, posiolok gorodskogo tipa; em ucraniano селище міського типу, selishche mis'koho typu - abreviado em п.г.т./с.м.т.) é uma designação oficial para um tipo de localidades urbanas usado em alguns países da antiga União Soviética. Vários critérios específicos estão associados com esta classificação assentamento, que basicamente exige a resolução de ter algum tipo de infra-estrutura urbana semelhante.

## União Soviética
Na União Soviética os critérios de tipo assentamento-urbano foram criados de forma independente pelas repúblicas soviéticas. Estes critérios, no entanto, só diferiam muito ligeiramente de uma república para a outra.

### SFSR russa
Na SFSR russa, do tipo assentamentos urbanos foram subdivididos em três tipos:
- Assentamento de trabalho (рабочие посёлки): localidades com fábricas, indústria, mineração, usinas de energia, indústria da construção, com uma população de pelo menos 3000 e com pelo menos 85% da população sendo trabalhadores, profissionais, e os membros das suas famílias;
- Assentamento resort (курортные посёлки): localidades com foco em resorts e serviços de saúde (ao redor de praias, água mineral spas, etc.), com a população de pelo menos 2000, com pelo menos 50% da população média anual sendo residentes não permanentes;
- Assentamento suburbano (assentamentos dacha, дачные посёлки): assentamentos com foco na recreação de fim de semana particular do Verão, com mais de 25% da população permanente a ser empregado na setor agrícola.

## Ucrânia

### SSR ucraniana
Em 1981, o Verkhovna Rada da República Socialista Soviética Ucraniana definiu um assentamento do tipo urbano da seguinte forma:

### Liquidação
Em 1991, havia 921 assentamentos de tipo urbano na Ucrânia, enquanto em julho de 2023 seu número caiu para 881.
Em 28 de julho de 2023, o parlamento ucraniano aprovou uma lei segundo a qual os assentamentos de tipo urbano foram transformados em cidades, selyshcha (grandes aldeias) ou aldeias, dependendo de sua população e tipo dominante de edifícios. Assentamentos com edifícios principalmente do tipo cidade e mais de 10.000 pessoas tornaram-se cidades, assentamentos com edifícios do tipo aldeia e mais de 5.000 pessoas tornaram-se selyscha, e assentamentos com edifícios do tipo aldeia e menos de 5.000 pessoas tornaram-se aldeias.